# Asemesthes
Asemesthes is een geslacht van spinnen uit de familie bodemjachtspinnen (Gnaphosidae).

## Soorten
De volgende soorten zijn bij het geslacht ingedeeld:
- Asemesthes affinis Lessert, 1933
- Asemesthes albovittatus Purcell, 1908
- Asemesthes ales Tucker, 1923
- Asemesthes alternatus Lawrence, 1928
- Asemesthes ceresicola Tucker, 1923
- Asemesthes decoratus Purcell, 1908
- Asemesthes flavipes Purcell, 1908
- Asemesthes fodina Tucker, 1923
- Asemesthes hertigi Lessert, 1933
- Asemesthes kunenensis Lawrence, 1927
- Asemesthes lamberti Tucker, 1923
- Asemesthes lineatus Purcell, 1908
- Asemesthes modestus Dalmas, 1921
- Asemesthes montanus Tucker, 1923
- Asemesthes nigristernus Dalmas, 1921
- Asemesthes numisma Tucker, 1923
- Asemesthes oconnori Tucker, 1923
- Asemesthes pallidus Purcell, 1908
- Asemesthes paynteri Tucker, 1923
- Asemesthes perdignus Dalmas, 1921
- Asemesthes purcelli Tucker, 1923
- Asemesthes reflexus Tucker, 1923
- Asemesthes septentrionalis Caporiacco, 1940
- Asemesthes sinister Lawrence, 1927
- Asemesthes subnubilus Simon, 1887
- Asemesthes windhukensis Tucker, 1923